# Aspidomorphus
Aspidomorphus is een geslacht van slangen uit de familie koraalslangachtigen (Elapidae) en de onderfamilie Elapinae.

## Naam en indeling
De wetenschappelijke naam van de groep werd voor het eerst voorgesteld door Leopold Fitzinger in 1843. Er zijn drie soorten, de slangen werden eerder aan andere geslachten toegekend, zoals Diemenia, Elaps en Pseudelaps.

## Verspreiding en habitat
De soorten komen voor in delen van Azië en leven in de landen Indonesië en Papoea-Nieuw-Guinea. De habitat bestaat uit vochtige tropische en subtropische bossen, zowel in laaglanden als in bergstreken, droge tropische en subtropische bossen, scrublands en graslanden.

## Beschermingsstatus
Door de internationale natuurbeschermingsorganisatie IUCN is aan alle soorten een beschermingsstatus toegewezen. De slangen worden beschouwd als 'veilig' (Least Concern of LC).

## Soorten
Het geslacht omvat de volgende soorten, met de auteur en het verspreidingsgebied.
| Naam                        | Auteur         | Verspreidingsgebied            |
| --------------------------- | -------------- | ------------------------------ |
| Aspidomorphus lineaticollis | Werner, 1903   | Papoea-Nieuw-Guinea            |
| Aspidomorphus muelleri      | Schlegel, 1837 | Indonesië, Papoea-Nieuw-Guinea |
| Aspidomorphus schlegeli     | Günther, 1872  | Indonesië, Papoea-Nieuw-Guinea |